# 二氧化碳浸漬法

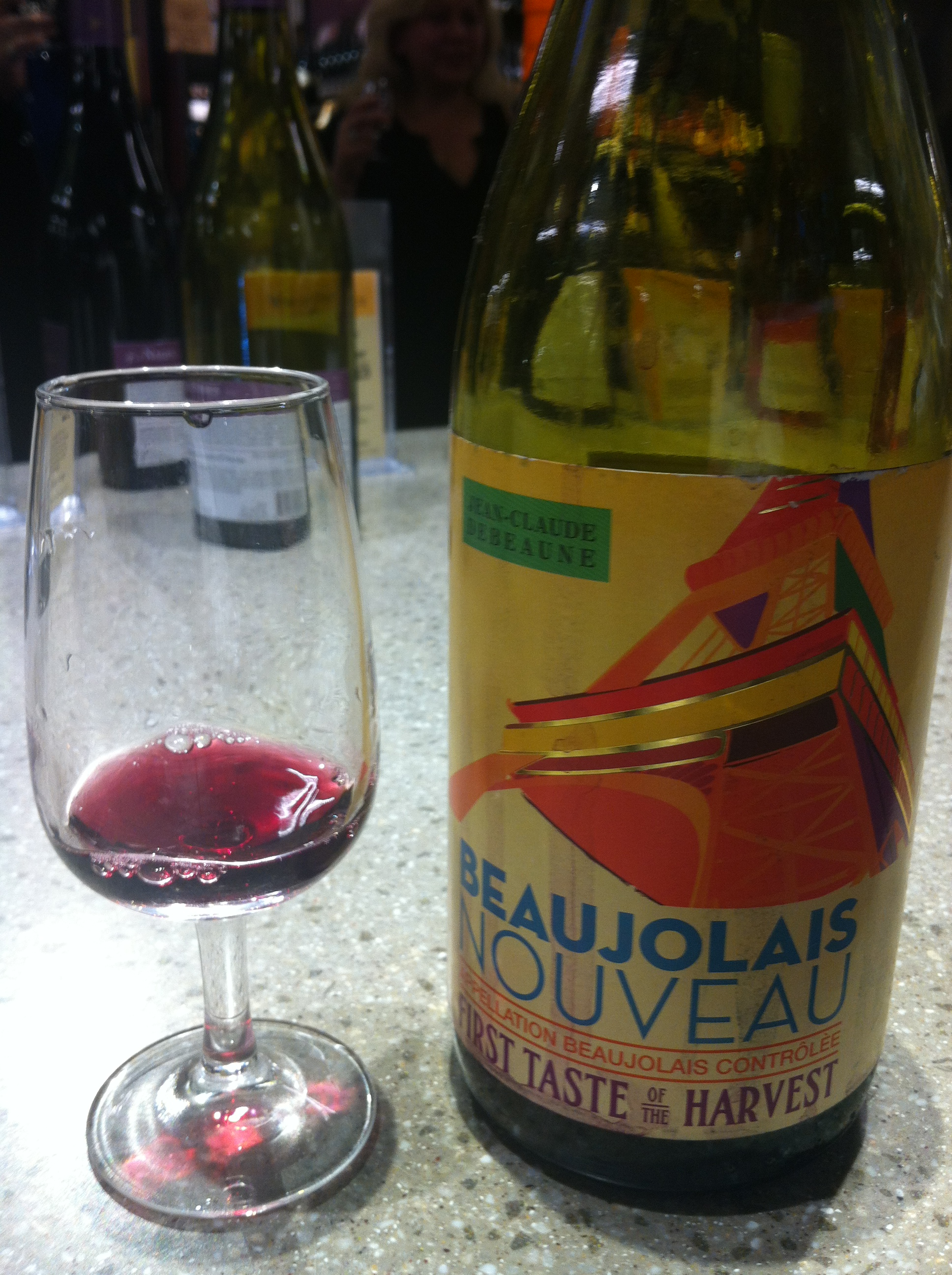
二氧化碳浸漬法釀造的博酒萊新釀葡萄酒

二氧化碳浸漬法（英語：Carbonic maceration）是一種在壓榨前將葡萄完全發酵的葡萄酒釀製技術，常用於法國薄酒萊葡萄酒。在這種釀製法中，不會像通常那樣先分離葡萄的皮與果肉，而是直接對完整的葡萄進行發酵，即在密封容器中加入大量的二氧化碳以創造無氧的環境。二氧化碳滲入葡萄，加速其發酵。雖然如此，位於發酵桶底部的葡萄還是會因重力的緣故而被壓碎，從而進行通常的發酵。這樣產出的葡萄酒有較少的鞣酸、可以立即飲用，但因為缺少陳化而缺失了風味。在極端情況下，例如博酒萊新釀葡萄酒這類的酒從摘取葡萄到裝瓶總共只需六週不到。
除去薄酒萊葡萄酒之外，法國朗格多克葡萄酒和羅訥葡萄酒偶爾也會採用二氧化碳浸漬法，以此釀出的葡萄酒會被標以（新釀）的標籤。此外這種方法多用於紅酒。

## 半二氧化碳浸漬法
半二氧化碳浸漬法是先用二氧化碳浸漬法釀製一段時期後再換用常規方法的技術，博酒萊新釀葡萄酒也會使用這種技術來釀造。由於容器密閉的緣故，歷史上大多數葡萄酒實際上都無意識地使用了這種混合方法。容器越深，越容易產生無氧環境，從而使得常規方法自動轉化為二氧化碳浸漬法。